# Speen (Buckinghamshire)
Speen – wieś w Anglii, w hrabstwie Buckinghamshire. Leży 14,3 km od miasta Aylesbury, 37,2 km od miasta Buckingham i 51,9 km od Londynu. W 2015 miejscowość liczyła 654 mieszkańców.